# Осада Монтобана
Осада Монтобана — осада французскими королевскими войсками Людовика XIII гугенотского оплота Монтобана в 1621 году в рамках гугенотских восстаний. Эта осада последовала за осадой Сен-Жан-д’Анжели, в которой Людовик XIII противостоял Бенджамену де Рогану, герцогу де Субизу, брату мятежного Анри де Рогана .
Несмотря на наличие в своем распоряжении большой армии в 25 000 солдат, Людовик XIII не смог захватить Монтобан, он был вынужден снять осаду и отступить после двух месяцев блокады.
После некоторого затишья Людовик XIII возобновил свою кампанию осадой Монпелье, который завершилась тупиком и обусловила заключение мира, который временно подтвердил права гугенотов во Франции.
Город в конце концов был захвачен королевскими войсками в 1629 году.